# Холестерол
Холестеролът (наричан някога холестерин) (от старогръцкото холе – „жлъчка“, и стереос – „твърд“; последвано от наставката ол за алкохол) е стерол и липид, съдържащ се в клетъчните мембрани на всички тъкани на човешкото тяло и транспортиран в кръвната плазма на всички животни. Минимални количества холестерол се съдържат и в мембраните при растенията. Холестеролът е бяло мазно вещество, неразтворимо във вода и разтворимо в повечето органични разтворители. Промишлено холестеролът се получава от говежди гръбначен мозък или от ланолин.
Това вещество е идентифицирано за пръв път в жлъчни камъни през 1769 година от французина Франсоа дьо ла Сал. Тъй като той не публикува труда си, друг французин, Мишел Йожен Шеврьол, му дава името.
Мишел Шеврьол (1786 – 1889) е роден в семейство на хирурзи и става един от най-известните и изтъкнати учени на 19 век. Като професор по химия в Париж, Шеврьол прави задълбочени изследвания на сапуна. В резултат на проучванията му се раждат много научни статии, които водят началото си от 1813 година, а кулминацията им е забележителният му труд върху животинските мазнини „Изследвания върху мазнините с животински произход“, публикуван през 1823 година. В тази публикация за първи път се появява думата холестерол.

## Химична структура и наименование
Молекулната маса на холестерола е 386,65. Неговото наименование по номенклатурата на IUPAC e: (3S, 8S, 9S, 10R, 13R, 14S, 17R) – 10, 13 – диметил – 17 – [(2R) – 6 – метилхептан – 2 – ил] – 2, 3, 4, 7, 8, 9, 11, 12, 14, 15, 16, 17 – додекахидро – 1H – циклопентафенантрен – 3 – ол. В основата на въглеродния му скелет стои циклопентанперхидрофенантреновото ядро.

## Биологични функции на холестерола
Холестеролът е нормална съставна част на всички клетъчни мембрани в човешкия и животинския организъм.
Той е необходим за синтеза на:
- хормоните на кората на надбъбречната жлеза – кортизон, кортикостерон, алдостерон
- мъжките полови хормони – тестостерон, андростерон
- женските полови хормони – естрон, естриол, естрадиол, прогестерон
- витамин D
- жлъчните киселини

и още десетки метаболитно активни вещества, жизнено необходими за нормалната обмяна.

### Метаболизъм на холестерола в човешкия организъм
Човешкият организъм може да си синтезира до 80% от холестерола, който му е необходим. Нормалната синтеза е около 10 mg холестерол дневно за 1 kg телесна маса. Новосинтезираният холестерол, както и приетият с храната, постъпват в черния дроб. Там холестеролът се свързва със специални транспортни белтъци в липопротеидни комплекси с ниска плътност (Low Density Lipoproteins – Cholesterol, LDL-C, наричан от неспециалистите „лош холестерол“). LDL-C разнасят холестерола до всички клетки и тъкани на човешкото тяло – те много се нуждаят от него.
При някои обменни нарушения холестеролът от LDL-C не може да се усвои от клетките или се освобождава от липопротеидния комплекс твърде рано. Тогава холестеролът се отлага по стените на кръвоносните съдове, където образува печално известните атеросклеротични плаки. В началните стадии тези натрупвания са обратими. В кръвта има специална белтъчна защитна система, която свързва натрупания по стените на кръвоносните съдове холестерол в липопротеиди с висока плътност (High Density Lipoproteins – Cholesterol, HDL-C). HDL-C отнася холестерола обратно в черния дроб. Неспециалистите наричат HDL-C „добър холестерол“, но това название е твърде условно. HDL-C се образува само при излишно високи нива на свободен холестерол в кръвта или по стените на кръвоносните съдове.
Трайното повишаване на нивото на холестерола в кръвта се нарича хиперхолестеролемия. Това е болестно състояние от групата на дислипидемиите. Важно е да се разбира, че здравият организъм може да изхвърли излишните количества холестерол, приет с храната. Холестеролът, сам по себе си, не може да предизвика заболяване. Хиперхолестеролемията не е болест, а признак на някои болести на обмяната на веществата.

### Нормални стойности на холестерола
Нормалното съдържание на общ холестерол в човешката кръв е около 3,36 – 7,76 mmol/L (около 1,3 – 3 g/L). Здрав възрастен човек има около 5 литра кръв и 6,5 – 15 грама холестерол в нея. В целия човешки организъм се съдържат около 250 грама холестерол.
Когато съотношението {\displaystyle {\frac {LDL-C}{HDL-C}}<4}, холестеролът не може да се отложи по стените на кръвоносните съдове.
| Показател      | Желателно | Гранично  | Болестно |
| -------------- | --------- | --------- | -------- |
| Общ холестерол | < 5,2     | 5,2 – 6,5 | > 6,5    |
| LDL-C          | < 4       | 4 – 5     | > 5      |
| HDL-C          | > 1       | 1 – 0,9   | < 0,9    |
| LDL-C/HDL-C    | < 4       | 4 – 5     | > 5      |

## Хранене и холестерол
Холестеролът се съдържа основно в хранителните продукти от животински произход.
| Хранителен продукт      | Холестерол | Хранителен продукт         | Холестерол |
| ----------------------- | ---------- | -------------------------- | ---------- |
| Прясно мляко 2%         | 6,7        | Телешко месо (шол)         | 71         |
| Прясно мляко 3%         | 10         | Пиле, бяло месо (без кожа) | 43         |
| Кисело мляко 2%         | 6          | Пиле, бяло месо (с кожа)   | 67         |
| Кисело мляко 3%         | 12         | Варена наденица            | 65         |
| Обезмаслена извара      | 5          | Шпеков салам               | 79         |
| Краве сирене            | 70         | Бяла риба (речна)          | 46         |
| Кашкавал „Витоша“       | 100        | Скумрия                    | 55         |
| Свинско филе (без кост) | 65         | Краве масло                | 230        |

Препоръчителният прием на холестерол с храната е до 300 mg (0,3 g) дневно.
Хидрогенираните мазнини съдържат високи нива наситени и транс-мастни киселини. Наситените мастни киселини увеличават размерите и намаляват плътността на LDL-C, което значително повишава риска от освобождаване на холестерола в кръвоносните съдове. Транс-мастните киселини блокират мембранните клетъчни рецептори за LDL-C, възпрепятстват неговото влизане в клетките и значително повишават риска за отлагане на холестерол по стените на кръвоносните съдове. Доказано е, че транс-мастните киселини значително повишават риска от възникване на сърдечно-съдови заболявания, злокачествени новообразувания и диабет тип II.